# جيليان ليندسي
جيليان ليندسي (بالإنجليزية: Gillian Lindsay)‏ هي مجدفة بريطانية، ولدت في 24 سبتمبر 1973 في بيزلي في المملكة المتحدة.

## وصلات خارجية
- جيليان ليندسي على موقع الاتحاد الدولي للتجديف (الإنجليزية)
- جيليان ليندسي على موقع اللجنة الأولمبية الدولية (الإنجليزية)
- جيليان ليندسي على موقع أوليمبيديا (الإنجليزية)